# 거열로
거열로(Geoyeol-ro)는 경상남도 거창군 거창읍 절부삼거리에서 거창군 거창읍 개봉사거리를 잇는 도로이다.

## 주요 경유지
경상남도
- 거창군 거창읍

## 노선 경로
| 이름              | 접속 노선                       | 경유지 | 경유지 | 비고                  |
| ----------------- | ------------------------------- | ------ | ------ | --------------------- |
| 절부삼거리        | 국도 제24호선 (거함대로) 강남로 | 거창군 | 거창읍 |                       |
| 거열교            |                                 | 거창군 | 거창읍 |                       |
| 법원사거리        | 아림로 죽전1길                  | 거창군 | 거창읍 |                       |
| 북부사거리        | 거창대로                        | 거창군 | 거창읍 | 지방도 제1084호선구간 |
| 개봉교            |                                 | 거창군 | 거창읍 | 지방도 제1084호선구간 |
| 개봉사거리        | 창동로 주곡로                   | 거창군 | 거창읍 | 지방도 제1084호선구간 |
| 가조가야로와 직결 |                                 |        |        |                       |

## 주요건물및 시설
- 르노코리아자동차 거창대리점 (거열로 42/상림리 828-1)
- 거창대성고등학교 (거열로 81/상림리 362)
- 거창읍 행정복지센터  (거열로 90/상림리 820)
- 뚜레쥬르 거창아람점 (거열로 98/상림리 799)
- 공차 경남거창점 (거열로 104/상림리 797-3)
- 버거킹 경남거창점 (거열로 106/삼림리 797-2)
- 경남은행 거창지점 (거열로 116/상림리 796-3)
- 농협 거창농협 하나로마트 (거열로 117/상림리 795-1)
- 삼성스토어 거창점 (거열로 118/상림리 796-2)
- 농협 거창놈협 아림지점 (거열로 122/상림리 796-1)
- LG전자 베스트샾 거창점 (거창로 128/상림리 27-4)
- GS25 거창상림점 (거열로 143/상림리 17-5)
- GS칼텍스 거창주유소 (거열로 155/중앙리 341-7)
- 현대자동차 거창지점 (거열로 184/중앙리 42-3)
- SK에너지 거창대로주유소 (거열로 198/대동리 698-3)
- S-OIL 대동주유소 (거열로 229/대동리 652)
- 세븐일레븐 거창거열로점 (거열로 231/대동리 159-4)